# Episodi di Queer as Folk (prima stagione)
La prima stagione della serie televisiva Queer as Folk è stata trasmessa sul canale statunitense Showtime dal 3 dicembre 2000 al 24 giugno 2001.
| nº | Titolo originale              | Prima TV USA     |
| -- | ----------------------------- | ---------------- |
| 1  | Première                      | 3 dicembre 2000  |
| 2  | Queer, There and Everywhere   | 3 dicembre 2000  |
| 3  | No Bris, No Shirt, No Service | 10 dicembre 2000 |
| 4  | Ted's Not Dead                | 17 dicembre 2000 |
| 5  | Now Approaching... The Line   | 7 gennaio 2001   |
| 6  | The Art of Desperation        | 21 gennaio 2001  |
| 7  | Smells Like Codependence      | 28 gennaio 2001  |
| 8  | Babylon Boomerang             | 4 febbraio 2001  |
| 9  | Daddy Dearest                 | 11 febbraio 2001 |
| 10 | Queens of the Road            | 18 febbraio 2001 |
| 11 | Surprise                      | 25 febbraio 2001 |
| 12 | Move It or Lose It            | 4 marzo 2001     |
| 13 | Very Stupid People            | 11 marzo 2001    |
| 14 | A Change of Heart             | 18 marzo 2001    |
| 15 | The Ties That Bind            | 1 aprile 2001    |
| 16 | French Fried                  | 8 aprile 2001    |
| 17 | Solution                      | 15 aprile 2001   |
| 18 | Surprise Kill                 | 22 aprile 2001   |
| 19 | Good Grief                    | 29 aprile 2001   |
| 20 | The King of Babylon           | 10 giugno 2001   |
| 21 | Running to Stand Still        | 17 giugno 2001   |
| 22 | Full Circle                   | 24 giugno 2001   |

## Première
- Diretto da: Russell Mulcahy
- Scritto da: Ron Cowen e Daniel Lipman

### Trama
Michael, Brian, Emmett e Ted sono quattro amici gay che trascorrono le loro serate al Babylon, una discoteca del quartiere omosessuale Liberty Avenue a Pittsburgh.
Una sera, all'uscita del locale, Brian avvista un bel ragazzo biondo: è Justin, un diciassettenne che si è recato nel quartiere all'insaputa dei genitori. Brian seduce Justin e decide di portarlo nel suo loft per una notte di sesso, ma il ragazzo non gli rivela l'età e soprattutto il fatto che è vergine, anche se ciò traspare dalla goffaggine che mostra a letto: una telefonata li interrompe e Brian inizia a prepararsi frettolosamente per andare via, portandosi dietro Justin. I due passano a prendere Michael, il quale proprio quella sera era riuscito dopo molto tempo a portarsi a casa un uomo, per poi scoprire che indossava delle protesi per simulare dei glutei e una dotazione più appetibili di quanto non avesse.
Il motivo di tanta fretta è la nascita del figlio di Brian, portato in grembo dalla sua amica lesbica Lindsay, alla quale aveva donato il seme per permettere a lei e alla sua compagna Melanie di avere un bambino. Lindsay e Melanie sono indecise sul nome tra Abrahm e Gus: Brian chiede a Justin di scegliere e il ragazzo, siccome Abrahm è un nome antiquato, e secondo lui verrebbe poi preso in giro a scuola per questo, opta per Gus. L'essere diventato padre sconvolge Brian, temendo di perdere la vita dissoluta che ha condotto sino a quel momento: Michael gli ricorda che sapeva benissimo a cosa sarebbe andato incontro accettando la proposta delle due donne.
Usciti dall'ospedale, Brian ha assunto della droga e non può guidare la sua jeep: Michael riaccompagna lui e Justin al loft, dove possono riprendere dal punto in cui si erano interrotti. Justin ha ancora un po' di soggezione, ma ogni paura è destinata a svanire in una notte che non dimenticherà mai e che segnerà la sua vita, oltre a quella di Brian (rimming, sesso orale e anale). L'indomani mattina Michael torna con la jeep di Brian, che un paio di ragazzi del suo quartiere hanno vandalizzato scrivendoci "frocio" con delle bombolette. Giunti alla scuola del ragazzo, Justin chiede a Brian di poterlo rivedere quella stessa sera e l'uomo gli risponde che potrà incontrarlo soltanto nei suoi sogni. Mentre Justin dice alla sua migliore amica Daphne di aver visto "il volto di Dio", Brian e Michael si allontanano per le vie della città.
- Guest star: Makyla Smith (Daphne Chanders)

## Queer, There and Everywhere
- Diretto da: Russell Mulcahy
- Scritto da: Ron Cowen e Daniel Lipman

### Trama
Justin racconta a Daphne gli accadimenti della notte precedente: lei non solo non sembra sconvolta, ma dice addirittura di aver sempre sospettato che fosse gay. Justin vuole incontrare ancora Brian, così chiede a Daphne di prestargli la macchina e di mentire ancora a sua madre: dal canto suo, Jennifer si domanda perché negli ultimi tempi il figlio sia così distante e inizia a nutrire qualche sospetto quando trova nella sua biancheria un paio di mutande di Brian che il ragazzo gli aveva portato via come "ricordo" della loro notte.
Michael viene invitato dalla sua collega di lavoro Marley al bar per permettere a Tracy, una ragazza assunta da poco che ha una cotta per lui, di conoscerlo meglio. Michael ha paura dell'incontro, avendo dovuto nascondere per tutti gli anni trascorsi al Big Q la propria omosessualità nel timore di essere discriminato e di non poter fare carriera. A impaurire ulteriormente Michael è anche il fatto che il bar è tipicamente eterosessuale, oltre a dover sostenere conversazioni su temi che con il mondo gay non hanno nulla a che vedere: Brian lo incita ad andare e gli promette che, se dovesse essere in difficoltà, non dovrà far altro che chiamarlo.
Lindsay e Melanie temono che lo stile di vita promiscuo di Brian in futuro possa far venire meno il suo sostegno economico a Gus, così vogliono che firmi un'assicurazione sulla vita da 1 000 000 di dollari. Brian non prende affatto bene la proposta, essendo convinto che dietro ci sia lo zampino di Melanie, e passa a prendere Michael dalla sua serata etero per andare a Liberty Avenue, nonostante quest'ultimo si stesse divertendo con i colleghi. Arrivato al bar Woody's, Brian apprende con delusione che, oltre a Ted ed Emmett, c'è anche Justin e cerca di fargli capire che lui è stato una delle sue tante avventure notturne. Brian racconta ai presenti che l'unico con cui non è andato a letto è Michael, perché da adolescenti, mentre stavano per farlo davanti a una fotografia di Patrick Swayze, sono stati interrotti dalla madre di Michael che è entrata nella stanza. Justin dice che Dirty Dancing è un film molto vecchio, alludendo alla non più giovane età di Brian: l'uomo si offende e se ne va, profondamente intimorito al pensiero di invecchiare.
Rimasto da solo con Justin, Michael decide di portarlo al Liberty Diner, una tavola calda gestita da sua madre Debbie, una donna piuttosto eccentrica che ha accettato l'omosessualità del figlio al punto di diventare un'accesa sostenitrice dei diritti gay. Michael consiglia a Justin di lasciar perdere Brian, essendo un egoista al quale importa solo di se stesso, ma il ragazzo non ha intenzione di ascoltarlo e gli risponde che parla così perché è ancora innamorato di lui. Michael nega di essere geloso di Brian, ma quando poi accompagna la madre a casa sale nella sua vecchia stanza e cerca di riassaporare il momento che Brian aveva rievocato, per poi essere interrotto da sua madre esattamente come allora.
Justin si presenta nel loft di Brian e scopre che costui sta per intrattenersi con un uomo conosciuto sul web: Brian gli dice in faccia che si deve scordare di lui e Justin sale in macchina piangendo.
- Guest star: Sherry Miller (Jennifer Taylor), Makyla Smith (Daphne Chanders), Jack Wetherall (Vic Grassi), Lindsey Connell (Tracy), Dianne Latchford (Marley)

## No Bris, No Shirt, No Service
- Diretto da: Russell Mulcahy
- Scritto da: Ron Cowen e Daniel Lipman

### Trama
È passata una settimana dalla nascita di Gus: Lindsay e Melanie gli hanno organizzato il "bris", in cui il bambino verrà circonciso secondo il rito ebraico.
Come al solito Brian non ha la benché minima intenzione di presenziare perché ha "troppo da fare", ma quando viene a sapere da Michael che Gus sarà circonciso, si presenta alla festa proprio mentre il rabbino stava per procedere, impedendo appena in tempo lo svolgimento del rito.
Brian si oppone con fermezza alla circoncisione di Gus: in cambio firma a Lindsay e Melanie l'assicurazione sulla vita che gli avevano chiesto.
Quanto accaduto porta però a una discussione tra le due donne, con Melanie che non riesce a digerire le continue interferenze di Brian nella loro vita, anche perché ci teneva molto che Gus fosse circonciso secondo l'usanza ebraica.
Lindsay riesce a spiegarle che Brian ha dei diritti, essendo il padre biologico del bambino, ma questo non toglie che siano loro due a doverlo crescere insieme.
Emmett ha conosciuto Katsuo, un ragazzo giapponese che non conosce l'inglese, e che continua a ripetere la parola okanè: Michael ha saputo che significa "soldi", ma non ha il coraggio di dirlo a Emmett, perché altrimenti questi capirebbe che è un prostituto.
Brian e Michael stanno giocando a biliardo al bar Woody's, quando arriva Justin con Daphne: Michael disapprova l'ostinazione del ragazzo e insieme a Brian esce dal locale.
Justin chiede a Debbie e a suo fratello Vic dove possa essere andato Brian: Debbie gli suggerisce di cercarlo al Babylon e Vic gli regala la sua tessera per poter entrare.
Michael incontra Tracy e le sue amiche in giro per Liberty Avenue: Michael presenta Brian come suo amico e lui lo mette in imbarazzo, dicendo a Tracy che parla di lei in continuazione.
Mentre Emmett scopre finalmente che Katsuo voleva dei soldi, Ted decide di tornare a casa perché come al solito nessun ragazzo l'ha degnato di uno sguardo: all'uscita dal Babylon però lo ferma Blake, un ragazzo carino che frequenta la stessa palestra dei ragazzi, e che lo stava puntando da tutta la serata.
Ted porta Blake nel suo appartamento, dove il giovane gli fa provare della droga per avere un rapporto disinibito, ma Ted ne assume una dose eccessiva e si sente male: Blake, in preda al panico, fugge e lo lascia riverso sul pavimento, in preda a una crisi epilettica.
Al Babylon, Justin decide che è venuto il momento di farsi avanti e si mette a ballare a centro pista con Brian, riuscendo ad attirare la sua attenzione.
Michael osserva la scena dall'alto leggermente triste, rimpiagendo di non avere mai avuto il coraggio di Justin nel conquistare Brian.
- Guest star: Makyla Smith (Daphne Chanders), Jack Wetherall (Vic Grassi), Dean Armstrong (Blake Wyzecki), Lindsey Connell (Tracy), Sean Baek (Katsuo), Jack Newman (rabbino Protesh)

## Ted's Not Dead
- Diretto da: Kevin Inch
- Scritto da: Richard Kramer

### Trama
Ted è in coma e ha poche possibilità di risvegliarsi: sua madre Margareth è disperata e sostiene che una donna non lo avrebbe mai abbandonato in quello stato.
Melanie, in qualità di avvocato di Ted, comunica a Brian che l'amico aveva fatto testamento, nel quale aveva lasciato proprio lui la decisione di lasciarlo morire interrompendo le cure mediche nel caso si fosse trovato in una situazione del genere.
Brian resta scioccato di fronte a tale richiesta e si rifiuta di ottemperare a questo gravoso compito: Melanie si infuria con lui e lo accusa di essere un codardo che si tira indietro davanti alle cose importanti.
Margareth ringrazia Michael per il sostegno che le sta dando e lo informa di voler andare nell'appartamento di Ted per procurargli alcune cose di cui avrà bisogno durante il ricovero in ospedale.
Michael telefona subito a Emmett per ripulire la casa di Ted da ogni oggetto sessuale che possa imbarazzare sua madre: mentre stanno nascondendo film porno e vibratori, Emmett scopre che l'anta di un armadio è piena di fotografie di Michael, rivelando una segreta cotta di Ted.
Justin si invaghisce di Chris Hobbs, un suo compagno di scuola, anche se dice a Daphne che con lui sarebbe soltanto sesso perché ama Brian.
Quando Hobbs viene punito per essersi distratto durante una lezione, Justin si offre di aiutarlo a ripulire il ripostiglio della palestra: durante una pausa, Hobbs si rilassa e si lascia masturbare da Justin, ma vengono interrotti dall'arrivo del professore.
Jennifer ha ormai la certezza che Justin è gay perché ha trovato nel suo album numerosi disegni che raffigurano corpi maschili, oltre a un'intera pagina riempita con la scritta "Brian".
Mentre sta andando con il figlio al centro commerciale, Jennifer gli chiede se questo Brian sia il suo fidanzato: Justin, che era alla guida, scende dalla macchina e fugge via.
Justin va alla ricerca di Brian, intenzionato a chiedergli di andare a vivere da lui perché suo padre non lo accetterebbe più in casa sapendolo gay, ma questi è in ospedale, da Ted, che si risveglia dal coma vedendo Brian fare sesso con un medico.
Justin passa a casa di Debbie, con Michael che ancora una volta non nasconde il fastidio di doversi accollare le responsabilità di Brian: quando quest'ultimo arriva, si bacia con Justin nella cameretta di Michael e poi se ne va, non prima di aver informato i presenti del risveglio di Ted.
Michael e Debbie accompagnano Justin a casa, spiegando a Jennifer che è dura per una madre accettare l'omosessualità del figlio, ma che alla fine sarà orgogliosa di lui.
Dopo qualche giorno, Ted è dimesso dall'ospedale: Brian gli domanda perché ha scelto lui per staccare la spina e Ted gli risponde che, essendo uno "stronzo egoista", sarebbe l'unico in grado di farlo.
La sera, al Babylon, Michael e Brian decidono di contare l'uno sull'altro nel caso dovessero trovarsi nella stessa situazione di Ted.
- Guest star: Sherry Miller (Jennifer Taylor), Makyla Smith (Daphne Chanders), Jack Wetherall (Vic Grassi), Alec McClure (Christopher Mark Hobbs), Elva Mai Hoover (Margareth Schmidt)

## Now Approaching... The Line
- Diretto da: Kari Skogland
- Scritto da: Jason Schafer

### Trama
Jennifer porta Justin dalla psicoterapeuta per risolvere i loro problemi di comunicazione, ma il ragazzo la mette in imbarazzo con riferimenti espliciti ai propri gusti sessuali.
Sempre più preoccupata, Jennifer comincia a pedinare il figlio e lo trova nudo da Woody's: Justin scappa e chiede ospitalità a Brian, il quale manda via l'uomo con cui stava per fare sesso, ma mette in chiaro che Justin potrà stare da lui soltanto una notte e che tra loro non esiste alcun rapporto affettivo.
Jennifer non sa dove cercare Justin, allora passa dal Liberty Diner per chiedere a Debbie se l'ha visto: la donna le risponde di no, consigliandole di vedere la faccenda da una prospettiva diversa.
Jennifer aspetta Justin fuori dalla scuola e insieme vanno a una mostra, come facevano tanto tempo prima: durante il giro, Justin risponde al cenno di un coetaneo seguendolo in bagno per un veloce rapporto sessuale.
Michael deve fare l'inventario al Big Q e chiede ai dipendenti chi è disponibile a dargli una mano: Tracy si offre, desiderosa di cogliere l'occasione per stare da sola con lui.
Tracy gli domanda come mai non ha più voluto uscire assieme a lei e agli altri colleghi, sospettando che abbia una doppia vita: imbarazzato per le domande scomode, Michael si distrae e cade dalla scala.
L'indomani continua a sentire un dolore al collo, così Tracy gli consiglia un bravo chiropatrico: il dottor David Cameron.
Durante la seduta, il dottore deve salirgli addosso per una manovra e Michael ha un'erezione: il medico cerca di minimizzare l'accaduto, dicendogli che succede a molti dei suoi pazienti.
Una volta tornato al lavoro, Michael riceve la visita dello stesso dottore: è infatti gay e lo invita a cena (Michael si era involontariamente rivelato a causa dell'erezione). La serata è gradevole, ma Michael resta deluso perché alla fine David non è interessato a chiudere la serata con del sesso.
Marty Ryder, il capo di Brian, gli affida un cliente molto difficile, il signor Telson, che deve convincere a firmare un contratto con l'agenzia.
Brian propone a Telson di fare un giro turistico di Pittsburgh, ma rimane interdetto quando il cliente gli chiede di andare al Babylon: Telson gli racconta di essersi sposato molto presto e che soltanto di recente ha scoperto di essere gay.
Telson vuole che Brian abbia un rapporto a pagamento con lui e in cambio firmerà il contratto: Brian accetta, dimenticandosi però che quella stessa sera Lindsay lo aveva invitato a cena nel tentativo di distendere i rapporti con Melanie.
Brian dà la priorità agli affari e si reca nella stanza d'albergo in cui alloggia Telson: mentre sono ai preliminari, Telson riceve la telefonata della moglie che la figlia si è fratturata il braccio, ma finge di essere impegnato in una riunione per non dover tornare a casa.
Brian capisce che Telson si sta comportando esattamente come lui con Lindsay, così decide di mandare a monte il contratto e passa a casa dell'amica per chiederle scusa.
Mentre Brian gioca amorevolmente con Gus, Michael si consola del rifiuto di David nella darkroom del Babylon.
- Guest star: Sherry Miller (Jennifer Taylor), Makyla Smith (Daphne Chanders), Lindsey Connell (Tracy), Judah Katz (Marty Ryder), Jan Filips (Jan Telson), Dianne Latchford (Marley), Stephanie Moore (Cynthia)

## The Art of Desperation
- Diretto da: Kari Skogland
- Scritto da: Jonathan Tolins

### Trama
Michael si sente in colpa per come ha trattato David e si presenta nel suo studio per chiedergli scusa: il dottore gli dice di non preoccuparsi perché ha capito che non si trovava a suo agio.
Michael gli mostra il suo appartamento e i due hanno il loro primo rapporto: Michael è talmente felice di avere un fidanzato che vuole presentarlo subito ai suoi amici.
Tra David e Brian scatta una reciproca antipatia, dovuta al suo attaccamento morboso nei confronti di Michael: Brian arriva addirittura a flirtare con David, ma stando alla sua versione era soltanto per verificarne la fedeltà.
Ted vuole trovare l'anima gemella e partecipa a un incontro di gay della sua età, chiedendo però a Emmett di accompagnarlo: qui fa la conoscenza di Roger, un uomo con cui ha in comune la passione per la musica lirica.
Justin e Daphne stanno passeggiando in città, quando casualmente incontrano Lindsay e Melanie con il piccolo Gus: il ragazzo si offre di aiutarle a portare a casa la spesa.
Lindsay rimane colpita dal talento di Justin nel disegnare e gli propone di esporre qualcosa alla mostra organizzata dal Centro gay-lesbico, del quale lei e Melanie fanno parte.
Justin accetta con entusiasmo, ma vorrebbe che ci fosse anche Brian perché compare in uno dei suoi ritratti: Lindsay si mostra scettica al riguardo, in quanto Brian non partecipa molto spesso ai momenti associativi del centro, ma lo esorta a intervenire.
Jennifer viene a sapere da Daphne della mostra e decide di andarla a vedere per dare a suo figlio tutto l'appoggio possibile.
Justin è felice perché alla fine Brian è venuto: Jennifer li vede insieme e rimane sconvolta nel constatare che Brian è molto più grande di suo figlio.
Debbie le spiega che le sue preoccupazioni sono normali, ma non può ostacolarli perché non servirebbe a niente: l'unica sua possibilità è sperare che si comportino con giudizio.
Ted e Roger sentono la necessità di consumare il loro primo rapporto, che però si rivela noioso e Ted lo interrompe anzitempo: i due uomini cominciano a discutere e Roger se ne va offeso, accusando Ted di essere uno snob che si reputa superiore agli altri.
David osserva ingelosito Brian e Michael: Melanie gli dice che tra loro c'è un rapporto speciale, ma non sa di aver appena parlato con il nuovo fidanzato di Michael.
La sera tutti vanno al Babylon: Justin dice che il suo ritratto di Brian è stato venduto, senza sapere che l'acquirente è Brian stesso.
Ted incontra Blake nei bagni del locale: il ragazzo gli spiega che è stato lui a chiamare l'ambulanza, ma poi è dovuto scappare perché temeva che gli trovassero la droga.
David porta a casa Michael perché è troppo ubriaco e gli chiede a chi pensa mentre fanno l'amore, se a lui oppure a Brian.
Quest'ultimo, mentre sta copulando con la sua conquista della serata, osserva intrigato il disegno di Justin.
- Guest star: Sherry Miller (Jennifer Taylor), Makyla Smith (Daphne Chanders), Dean Armstrong (Blake Wyzecki), Darrin Baker (Roger)

## Smells Like Codependence
- Diretto da: David Wellington
- Scritto da: Ron Cowen e David Lipman

### Trama
Michael presenta David a sua madre: Debbie è contenta che il figlio si veda con qualcuno, soprattutto se è un dottore con una posizione finanziaria solida.
Dopo una cena a casa di Debbie, David propone a Michael di trascorrere il fine settimana nella sua baita nei boschi: Michael è titubante perché non si è mai allontanato da Pittsburgh, ma accetta la proposta.
Una volta arrivati, Michael vede la fotografia di una donna e David gli spiega che è la sua ex moglie, con la quale è stato sposato sette anni e ha un figlio.
David puntualizza che si trattava di una fase della sua vita in cui cercava di negare la propria natura, ma che da quel momento si è ripromesso di dire sempre la verità alle persone cui tiene.
Mentre Justin si fa il piercing al capezzolo destro, Jennifer rivela a suo marito Craig cosa ha scoperto sul conto del figlio: inizialmente l'uomo non vuole credere che sia gay (è omofobo e reagisce alla rivelazione della moglie come se essere gay fosse infamante e vergognoso), ma deve rassegnarsi quando vede i disegni sull'album.
Quando Craig scopre che Brian è un adulto ha intenzione di denunciarlo per essersi portato a letto un minorenne, ma Justin gli spiega che era consenziente: il ragazzo si dice follemente innamorato di Brian, ma i genitori la reputano una cotta passeggera.
Craig telefona a Brian, ma quest'ultimo crede che in linea ci sia Justin e gli risponde, senza lasciargli il tempo di parlare, di aspettarlo per un rapporto sessuale, oltretutto spiegando in modo esplicito cosa ha in mente per questo incontro.
Justin ha una lite negli spogliatoi con Chris Hobbs, che lo accusava di essere gay: Craig vuole che il figlio cambi scuola per andare in un istituto militare, ma Justin non intende accettare questa imposizione.
Brian abbandona lo "Schiuma party" del Babylon, di pessimo umore per l'assenza di Michael, tanto da respingere le avance di un ragazzo che aveva sedotto settimane prima: mentre è fermo al semaforo, la sua jeep viene tamponata volontariamente da una macchina.
Brian rimedia una commozione cerebrale e pensa che il responsabile sia il tizio che aveva trattato male, ma Justin scopre che è stato suo padre perché aveva il cofano della macchina completamente sfasciato.
Michael telefona a Brian e viene a sapere dell'incidente, così chiede a David di tornare a casa: quando però lo vede in piena forma che balla insieme agli amici, David se ne va furioso perché pensa che sia stato uno stratagemma per interrompere il loro weekend.
Melanie lo insegue per esortarlo a non arrendersi, a combattere per il cuore di Michael: al Babylon David prende da parte Brian e gli chiede di farsi da parte per permettere a Michael di essere felice.
- Guest star: Sherry Miller (Jennifer Taylor), Makyla Smith (Daphne Chanders), Jack Wetherall (Vic Grassi), John Furey (Craig Taylor), Alec McClure (Christopher Mark Hobbs)

## Babylon Boomerang
- Diretto da: Steve DiMarco
- Scritto da: Richard Kramer

### Trama
Craig aggredisce Brian a pugni all'uscita del Babylon: Justin prende le sue difese e intima al padre di andarsene, nonostante le sue minacce di non farlo più rientrare in casa.
Brian ammira Justin per aver affrontato a viso aperto il padre, ma spera che la sua permanenza nel loft duri il meno possibile e che trovi presto un'altra sistemazione.
Jennifer, infuriata con Craig per il modo precipitoso e sconsiderato in cui ha agito, tenta di riavvicinarsi a Justin, ma il ragazzo si rifiuta di ascoltarla perché la considera complice del padre.
Alla donna non resta altro da fare che andare nell'ufficio di Brian e lasciargli le cose di Justin, oltre a un assegno che copra le spese del ragazzo: Brian non vuole ospitarlo, ma Jennifer gli fa notare che è lui la causa di tutto e quindi adesso è una sua responsabilità.
Brian si reca con Lindsay e Gus dal concessionario per acquistare una nuova macchina, dopo quella sfasciata dal padre di Justin.
Il direttore, scambiandoli per una famiglia, fa una battuta omofoba sul fatto che la jeep scelta da Brian sia troppo gay: per tutta risposta, Brian finge di provarla e manda in frantumi la vetrina.
La convivenza tra Brian e Justin non è facile, con il ragazzo che non dimostra la benché minima inclinazione per l'ordine: Brian lo mette in difficoltà portandosi a casa un ragazzo rimorchiato da Woody's e baciandosi davanti a lui.
Justin trova ospitalità da Lindsay e Melanie: le due donne chiedono a Brian di parlare con la sua famiglia per farlo tornare a casa.
Craig si dice disposto a riaccogliere il figlio, però a condizione che nasconda il suo stile di vita e che non frequenti più persone e locali gay: Brian non ritiene giusto che Justin debba fingersi qualcosa che non è, così gli propone di seguirlo e stare da lui in pianta stabile.
Il direttore del Big Q Bob ha ottenuto una promozione e sta cercando tra i dipendenti chi sia in grado di ricoprire il suo vecchio incarico: Michael non si vuole candidare, intimorito dalle responsabilità che deriverebbero da tale lavoro.
Debbie sviene al lavoro e il dottore le ordina di stare a casa qualche giorno: Michael viene a sapere da zio Vic che in questo periodo sua madre sta lavorando troppo perché ha ipotecato la casa.
Vic si sente in colpa perché sua sorella sta male per causa sua, dovendolo mantenere, e progetta di trovare un appartamento da single: Debbie puntualizza che non intende lasciarlo andare a vivere da solo.
Di fronte alle difficoltà famigliari, Michael decide di farsi avanti per il posto di Bob, anche perché il rischio è che a ottenerlo sia il collega leccapiedi Andrew.
Michael si fa accompagnare da Tracy alla festa a casa di Bob: i due vengono presi in simpatia dalla moglie del capo, tanto che il giorno dopo Michael diventa il nuovo direttore del Big Q.
Mentre Debbie torna al lavoro e festeggia la promozione di Michael, Brian e Justin cenano insieme nel loft.
- Guest star: Sherry Miller (Jennifer Taylor), Makyla Smith (Daphne Chanders), Jack Wetherall (Vic Grassi), Lindsey Connell (Tracy), John Furey (Craig Taylor), Richard Blackburn (Bob Barbarosa), Mairlyn Smith (Betty Barbarosa), Alex Poch-Goldin (Andrew)

## Daddy Dearest
- Diretto da: John Greyson
- Scritto da: Jason Schafer e Jonathan Tolins

### Trama
Emmett è assiduo frequentatore di una chat di sesso gay, ma si è costruito un personaggio completamente diverso da lui: fisico statuario e sodomizzatore.
Quando uno dei suoi amici virtuali gli propone un incontro dal vivo, Emmett esce dalla chat perché non ha il coraggio di far vedere che ha mentito sul proprio conto.
Emmett sta per cancellare l'account, ma all'improvviso si materializza il suo avatar che gli vuole insegnare a comportarsi in maniera meno effemminata in favore di un atteggiamento più virile.
I primi tentativi di approccio al Babylon non vanno a buon fine, allora l'avatar catapulta Emmett nella realtà virtuale e gli fa vedere che non è soltanto lui a nascondere la verità.
Emmett prende coraggio e va a conoscere il suo amico della chat, scoprendo che anche lui è l'esatto opposto di come si era descritto: i due possono così avere quel rapporto che si erano promessi.
Emmett cerca di trasmettere il suo cambiamento anche su Ted, spronandolo a essere più sicuro delle sue possibilità.
Gus sta male, così Lindsay e Melanie lo portano al pronto soccorso: il dottore però fa entrare in sala visite soltanto Lindsay e Brian, essendo i genitori naturali, mentre Melanie ha una discussione con un'infermiera omofoba.
Lindsay e Melanie chiedono a Brian di rinunciare ai suoi diritti di padre per consentire a Melanie di diventare madre del bambino a tutti gli effetti: Brian si dice disposto ad accettare, nonostante i rimbrotti di Justin perché da grande Gus si sentirà rifiutato.
Brian dice a Justin di non vedere da molto tempo il proprio padre, ma in realtà lo incontra saltuariamente e gli paga i debiti: il rapporto tra i due è però molto distaccato, con Jack Kinney che si lascia scappare di essersi pentito di aver messo su famiglia.
Arrivato il momento di rinunciare ufficialmente alla paternità di Gus, Brian ha un ripensamento e decide di non firmare i documenti, lasciando Lindsay e Melanie attonite.
Michael vorrebbe conoscere gli amici di David: il dottore organizza una cena a casa sua con due coppie, una gay e l'altra etero.
Michael ha paura di sfigurare con gente sofisticata come loro e si fa dare dagli amici qualche consiglio di galateo: questo però non basterà alla cena a evitargli di far litigare la coppia gay.
Michael è convinto che David sia arrabbiato per quanto accaduto, ma il dottore lo spiazza chiedendogli di andare a vivere insieme.
- Guest star: Lawrence Dane (Jack Kinney), Steve Boyle (avatar di Emmett)

## Queens of the Road
- Diretto da: John L'Ecuyer
- Scritto da: Doug Guinan

### Trama
Lindsay sta meditando di non tornare al lavoro per un altro anno perché si è affezionata molto a Gus, ma Melanie le ricorda che avevano concordato di assumere una baby-sitter quando sarebbe scaduto il suo periodo di aspettativa.
Melanie discute della faccenda con Ted, ma le possibilità sono due: chiedere un aiuto economico a Brian oppure investire l'eredità di suo padre.
Melanie, che non vuole più avere niente a che fare con Brian dopo che si è rifiutato di cederle la patria potestà, decide di impiegare i risparmi di una vita per assecondare il desiderio di Lindsay.
Michael tergiversa sulla proposta di David di andare a convivere perché non sa quale decisione prendere, tanto da non averlo ancora detto a nessuno.
Finalmente ne parla con Emmett, il quale lo esorta ad accettare perché per lui è un'occasione unica, ma intuisce che dietro ai tentennamenti di Michael c'è la paura di deludere Brian.
Michael è scettico circa la durata dei rapporti tra uomini sotto lo stesso tetto, allora David lo porta a pranzo da una coppia di anziani gay che stanno insieme da oltre 50 anni: il segreto per una coppia felice, secondo loro, è la condivisione delle proprie vite.
Justin passa a casa sua per il compleanno della sorellina Molly, dimenticandosi di inserire l'allarme al loft di Brian, il quale di ritorno con un ragazzo appena conosciuto in palestra lo trova completamente svaligiato dai ladri.
Brian è infuriato con Justin e lo caccia via: il ragazzo gli ha preso la carta di credito e progetta di andare a New York in cerca di occupazione.
Daphne informa Brian dell'accaduto, ma lui non ha intenzione di fare nulla: Debbie prende in mano la situazione e lo obbliga ad andare a prenderlo, con Michael, Emmett e Ted che si offrono di accompagnarlo.
Durante il viaggio la ruota delle jeep si fora: mentre Emmett la sistema, Brian fa capire a Michael che, se andrà a convivere con David, loro due non potranno più vivere avventure insieme.
Una volta arrivati a New York, Brian trova Justin che se la sta spassando nella camera di un lussuoso albergo: Brian si dice disposto a trovargli una sistemazione e i due, prima di tornare a Pittsburgh, fanno l'amore.
Brian propone a Debbie di ospitare Justin a casa sua, essendo libera la cameretta di Michael.
Quest'ultimo ha riflettuto sulle parole di Brian e comunica a David che non accetta la convivenza, ma gli chiede di rimanere comunque insieme: David però non se ne fa nulla di un ragazzo che non si decide a crescere, così lo lascia.
Rimasto solo, David immagina la scena di lui e Michael sotto la doccia che aveva tanto sognato, ma che non si realizzerà.
- Guest star: Sherry Miller (Jennifer Taylor), Makyla Smith (Daphne Chanders), Jack Wetherall (Vic Grassi) James B. Douglas e Louis Negin (coppia di anziani gay)

## Surprise
- Diretto da: Michael DeCarlo
- Scritto da: Jason Schafer e Jonathan Tolins

### Trama
È il trentesimo compleanno di Michael, ma lui è di pessimo umore perché si sta rendendo conto che i tempi dei bagordi e del divertimento stanno per finire.
Debbie non ha mandato giù la sua rottura con David e accusa Brian di esserne il responsabile, poiché Michael avrebbe lasciato il dottore nella speranza che tra loro due possa accadere qualcosa: Brian propone alla donna di organizzargli una festa a sorpresa per farsi perdonare.
Justin comincia a lavorare al Liberty Diner per sdebitarsi con Debbie dell'ospitalità e restituire a Brian quanto ha speso con la sua carta di credito.
Ted incontra al supermercato un uomo che sta acquistando farmaci contro l'HIV e si ricorda che sei mesi prima ha avuto un rapporto sessuale senza protezione con quella stessa persona: impaurito, decide di sottoporsi immediatamente al test ed Emmett, per solidarietà verso l'amico, si fa prelevare il sangue anche lui.
Il dottore telefona a Ted per informarlo che il suo risultato è negativo, mentre vuole vedere Emmett il più presto possibile: il ragazzo è convinto che l'urgente convocazione sia dovuta al fatto che è positivo e deve vivere nella paura l'intero weekend.
La festa di compleanno di Michael si tiene nel loft di Brian, dove questi ha invitato molte altre persone, tra le quali anche David.
Michael scarta i regali e rimane colpito dal bell'orologio di David, ma si entusiasma quando Brian gli fa il miglior dono che potesse desiderare: un figurante vestito da Capitan Astro con l'introvabile numero uno.
Ted accusa Brian di trattare Michael come se fosse ancora un ragazzino, ma Brian gli risponde che gli amici hanno scoperto la sua cotta per Michael quando era in coma e che lo lascerà in pace soltanto se anche lui gli rivelerà i suoi sentimenti.
Emmett non riesce a godersi la festa e rivela a Vic che teme di aver preso l'HIV: l'uomo gli spiega che la vita continua, seppure in modo diverso.
Non rinfrancato dal colloquio, Emmett entra in bagno e prega Dio di non essere positivo: in cambio gli promette che non avrà più rapporti con uomini.
Melanie si ubriaca, manifestando apertamente la propria insofferenza verso il rapporto tra Lindsay e Gus che la vede sempre più esclusa, anche perché è ormai troppo tempo che lei e la compagna non hanno più rapporti.
Alla festa arriva Tracy, invitata apposta da Brian per poterle spiattellare in faccia la verità sul fatto che Michael è gay e che David è stato il suo fidanzato: la ragazza se ne va infuriata perché sente di essere stata soltanto un diversivo di Michael e i suoi amici per ridere alle sue spalle.
David colpisce Brian con un pugno in faccia e abbandona la festa: Michael decide di seguirlo e gli chiede di poter provare a vivere insieme a lui perché ha capito di amarlo ancora.
Gli amici disapprovano il comportamento di Brian e se vanno via, ma il mattino successivo Debbie gli confida di aver capito il suo gesto: per lasciare libero Michael ha infatti dovuto trovare un modo per offenderlo al punto da rompere i rapporti.
Emmett scopre di non essere sieropositivo, ma che doveva incontrare il dottore semplicemente per un assegno scoperto: Ted resta di stucco quando l'amico gli comunica che ha intenzione di diventare etero per prestare fede alla promessa fatta a Dio.
- Guest star: Jack Wetherall (Vic Grassi), Lindsey Connell (Tracy), Dianne Latchford (Marley)

## Move It or Lose It
- Diretto da: John Greyson
- Scritto da: Ron Cowen, Richard Kramer e Daniel Lipman

### Trama
Michael si trasferisce da David, portando con sé scatoloni pieni di oggetti da collezione: il dottore lo invita a metterli pure dove vuole, in quanto adesso è anche casa sua.
Mentre David ha il giorno libero e resta a casa, Michael deve andare al lavoro e trova i colleghi intenti a ridere di un articolo sui gay: Tracy, nonostante quanto accaduto alla festa, prende le difese degli omosessuali e invita Marley a essere più rispettosa di chi è diverso da lei.
Tracy però non ha perdonato Michael e gli comunica il preavviso di licenziamento perché ha trovato lavoro presso un altro supermercato: tornato a casa, scopre che David ha messo via i suoi oggetti perché inadatti al soggiorno.
Michael non sopporta l'idea di perdere una dipendente valida come Tracy e le chiede scusa, giustificandosi con il fatto che per molti anni si è dovuto nascondere ed è per questo motivo che non le ha detto subito la verità: la ragazza lo perdona e i due stabiliscono di restare amici.
Emmett non vuole violare il suo patto con Dio e si astiene completamente dai rapporti con uomini, arrivando persino a rifiutare la corte di un ragazzo carino in palestra.
Emmett è seduto da solo in un bar, quando viene avvicinato da un ragazzo che si presenta come Matt e lo invita a partecipare agli incontri di un gruppo che aiuta gli omosessuali a "vedere la luce", cioè abbracciare uno stile di vita più consono alla volontà del Signore.
Alla prima seduta intervengono Ty e Ginger, una coppia di ex omosessuali che adesso vivono felicemente insieme: Emmett non riesce a capire gli scopi che il gruppo si prefigge di raggiungere.
Di fronte ai dubbi di Ted, che non condivide i suoi turbamenti, Emmett decide di entrare nel gruppo e dichiara ai compagni di voler "vedere la luce".
Brian rimpiazza Michael con Ted nelle sue serate, ma senza il suo migliore amico non riesce a divertirsi: non è dello stesso avviso Ted perché ha l'occasione di prendersi tutti gli scarti di Brian e avere successo come mai gli era capitato prima.
Brian sente talmente tanto la mancanza di Michael da passare molto tempo in casa di Lindsay e Melanie: questo gli dà occasione di constatare i problemi esistenti tra le due donne, le quali non riescono più a parlarsi senza litigare.
Brian suggerisce a Lindsay di tirare fuori ciò che la rode, ma il risultato è che ferisce ancora di più Melanie perché le ricorda che lei non può avere figli ed è per questo motivo che vuole così tanto la potestà genitoriale di Gus.
Justin non sopporta di vedere Brian e Michael distanti, così consegna a Michael il numero uno di Capitan Astro che Brian gli aveva regalato al compleanno e lo invita a riflettere sul fatto che non voleva fargli del male, ma soltanto dirgli addio.
Michael si reca al Babylon e suggella la pace con Brian ballando insieme a lui: tornato a casa, trova i suoi gingilli risistemati in soggiorno e David intento a leggere un fumetto di Capitan Astro.
- Guest star: Makyla Smith (Daphne Chanders), Lindsey Connell (Tracy), Dianne Latchford (Marley), Stephanie Moore (Cynthia), Joseph Scoren (Matt), Steve Jackson (Ty), Kathryn Haggis (Ginger)

## Very Stupid People
- Diretto da: Ron Oliver
- Scritto da: Drew Greenberg

### Trama
Matt rivela a Emmett di essere stato una drag queen prima di "vedere la luce" e lo esorta a rompere con il suo passato gay, mettendolo in guardia dai suoi amici perché cercheranno di ricondurlo alla vita dissoluta che sta cercando di abbandonare.
Michael e Ted si preoccupano molto quando Emmett dice loro di essere entrato nel gruppo: i due ingaggiano l'acclamato attore porno Zack O'Tool perché gli ricordi a quale parrocchia appartiene.
Michael e Ted incontrano Emmett in città, convinti che Zack O'Tool abbia fatto il suo dovere: in realtà, Emmett risponde loro che è riuscito a resistere e che Matt aveva ragione nell'avvertirlo sul loro conto.
Lindsay e Melanie organizzano una festa per Franny e Zoe, una coppia di amiche lesbiche che stanno per avere un figlio, e che le ammirano al punto tale da prenderle come modello.
Mentre Lindsay si trova perfettamente a suo agio, Melanie si sente un pesce fuor d'acqua e se ne sta in disparte: qui conosce Marianne, la migliore amica di Franny, con la quale trova molte affinità perché è uno spirito libero come lei.
Quella sera, dopo l'ennesima discussione con Lindsay, Melanie raggiunge Marianne in un bar per sfogarsi dei suoi problemi e poi finiscono a letto insieme.
Quando nasce il bambino di Franny e Zoe, Melanie prova disagio nell'assistere alla stessa scena di quando nacque Gus e di rivedere quella felicità che adesso lei e Lindsay non hanno più.
Lindsay è disposta a consultare una terapeuta pur di risolvere i loro problemi, ma quando Melanie le dice di aver commesso una cosa grave e resta in silenzio, capisce che l'ha tradita: Melanie non le rivela l'identità dell'amante, puntualizzando che si è trattato di una sveltina senza sviluppi futuri.
Convinta che le cose tra lei e Lindsay non possano più tornare come prima, Melanie fa le valigie e va a stare dalla cugina.
Kip Thomas, un giovane appena assunto dalla Ryder, dice a Brian che il capo lo ha affidato a lui per imparare il mestiere.
Brian resta colpito dall'abilità di Kip e consuma con lui un rapporto in ufficio, riuscendo a non farsi scoprire: lui e Kip iniziano a vedersi assiduamente, anche fuori dal lavoro, con Justin che sembra intuire qualcosa di strano.
In effetti, Kip chiede a Brian di essere raccomandato per una promozione: lui però sostiene che è troppo presto e ha ancora molto da imparare.
Brian incontra Kip nella darkroom del Babylon, arrabbiato con lui perché non ha ottenuto l'incarico per causa sua e, tirando in ballo una sorta di obbligo di solidarietà fra gay, lo accusa di non averlo raccomandato anche se gay come lui.
Marty informa Brian che Kip ha fatto causa contro di lui e l'azienda per molestie sessuali.
- Guest star: Angela Asher (Marianne MacDonald), Barna Moricz (Kip Thomas), Joseph Scoren (Matt), Matthew Taylor (Zack O'Tool), Nancy Leishman (Franny), Ophira Eisenberg (Zoe)

## A Change of Heart
- Diretto da: Michael DeCarlo
- Scritto da: Doug Guinan

### Trama
Brian sarà interrogato da un mediatore delle risorse umane sulla vicenda sessuale che lo riguarda: Marty lo sospende dal lavoro finché il tutto non sarà chiarito e lo invita ad assumere un avvocato.
Brian si rivolge a Melanie, sperando di poter mettere una pietra sopra alle loro passate divergenze: la donna accetta di difenderlo perché così almeno per una volta sarà in debito con lei.
Michael vuole stare vicino a Brian e annulla una cena programmata con David, figendo di dover assistere la madre ammalata: mentre sono insieme nel loft, a Michael viene l'idea di suonare qualcosa come ai tempi del liceo.
David scopre che Michael gli ha mentito e lo trova ubriaco sul palco di Woody's mentre sta strimpellando la chitarra con Brian: il dottore non è affatto contento del suo comportamento, così Brian ci va a parlare per fargli capire che non può costringere Michael a vivere in una campana di vetro.
David promette a Michael che d'ora in avanti gli permetterà di divertirsi e continuare a frequentare i suoi amici.
Melanie passa da Brian per studiare la strategia difensiva, ma se ne va di fretta quando si presenta Lindsay con Gus: Brian le firma un assegno per una colf che badi al bambino perché presto ricomincerà a lavorare.
Justin abborda Kip e si fa toccare da lui, dicendogli solo in un secondo momento di essere minorenne e che suo padre è molto vendicativo nei confronti di chi lo corteggia: intimorito dalle possibili conseguenze, Kip viene persuaso dal ragazzo a ritirare la denuncia contro Brian, il quale viene reintegrato sul posto di lavoro.
Ty, il supervisore del gruppo "vedere la luce", chiede ai membri di socializzare tra di loro per raccontare storie di successo come quella di Jim e Masha.
Emmett conosce Heather, una ragazza che frequenta il gruppo da sei mesi: anche lei è entrata per cambiare stile di vita, dopo aver ricevuto una delusione d'amore da un'altra donna.
Al loro primo appuntamento incontrano Ted e Melanie, ma finiscono per litigare perché Heather allude al fatto che vedendoli insieme sembravano persone normali.
Emmett ed Heather decidono di fare l'amore per rendere ufficiale il loro cambiamento, ma superano l'imbarazzo di un legame forzato immaginando entrambi, segretamente, di avere un rapporto omosessuale.
Convinti di essere "guariti", i due si apprestano a raccontare al gruppo la loro storia di successo: prima dell'incontro, Ted fa capire a Emmett che Dio gli vuole bene esattamente per quello che è.
Emmett ed Heather si fanno cacciare dal gruppo e raggiungono i ragazzi al Babylon, senza nascondere più quello che sono.
- Guest star: Jack Wetherall (Vic Grassi), Tracy Waterhouse (Heather), Judah Katz (Marty Ryder), Stephanie Moore (Cynthia), Barna Moricz (Kip Thomas), Steve Jackson (Ty), Scott Anderson (Jim), Carolyn Bennett (Marsha)

## The Ties That Bind
- Diretto da: Alex Chapple
- Scritto da: Garth Wingfield

### Trama
Il Babylon organizza la tradizionale festa leather, una serata sadomaso in cui i partecipanti si mascherano da padroni o da schiavetti nello stile del BDSM.
Emmett passa a prendere Ted al lavoro e incontrano Dale Wexler, un vecchio compagno di college di Ted, che al contrario di lui ha avuto una carriera brillante.
Con sorpresa Ted ritrova Dale alla festa leather, dove è il padrone protagonista della serata: Dale lo porta a casa sua e gli mostra una stanza di tortura, dove gli propone un rapporto sadomaso.
Ted rifiuta impaurito e Dale gli rinfaccia che è rimasto uguale a quando erano studenti ed è proprio questo suo atteggiamento timoroso ad avergli impedito di fare strada.
Ted si accorge di essere una persona talmente abitudinaria che i suoi amici sanno per filo e per segno cosa ordinerà al Liberty Diner: decide allora di tornare da Dale ed essere il suo schiavetto.
Hank, il figlio dodicenne di David, arriva dall'Oregon per trascorrere qualche giorno col padre: Michael sente subito di non piacergli, intuendo la difficoltà con cui possa accettare l'omosessualità del proprio padre.
David ha pianificato le loro giornate nei minimi dettagli per poter massimizzare il poco tempo a disposizione: durante tutte le attività, dalle visite ai musei alle partite di hockey sul ghiaccio, Michael si sente escluso dal rapporto intimo tra padre e figlio.
Quando David deve assentarsi per lavoro, Michael parla con Hank e scopre che il ragazzino non ha problemi con lui, bensì con suo padre perché quando si vedono non gli permette mai di fare qualcosa che piaccia a lui.
Michael ed Hank scoprono di avere una comune passione per i fumetti: questo permette loro di trovare un punto di contatto e, prima di salire a bordo dell'aereo, Hank si chiarisce con suo padre.
Lindsay deve seguire un corso di aggiornamento fuori città e affida Gus a Brian, raccomandandogli di fare attenzione: Brian prende talmente sul serio l'incarico da voler rinunciare alla festa leather.
Mentre sta badando a Gus, Brian riceve la visita di suo padre Jack che lo informa di avere il cancro e che non gli resta molto da vivere: Debbie gli consiglia di rivelargli che è gay prima che sia troppo tardi.
Brian sente il bisogno di distrarsi, così lascia Gus a Justin e va alla festa leather: qui viene invitato da uno dei figuranti a chiamarlo papà, cosa che lo fa irretire e andare via.
Tornato nel loft, Brian trova una Melanie furiosa perché come al solito ha scaricato suo figlio per andarsi a divertire: la donna riporta Gus a casa e Brian le rinfaccia di non essere lei il suo genitore.
Brian decide di dare ascolto Debbie e rivela a suo padre di essere gay: Jack non la prende bene e ritiene che meriterebbe Brian di morire, il quale sferra un pugno a uno scatolone per non colpirlo e se ne va.
Jack si presenta nel loft con una fotografia che lo ritrae mentre tiene in braccio Brian a quattro mesi: questi gli presenta Gus rivelandogli che è suo nipote e, mentre il nonno si gode l'appena scoperto nipotino, guarda con attenzione la foto.
- Guest star: Jack Wetherall (Vic Grassi), Lawrence Dane (Jack Kinney), Ryan Cooley (Hank Cameron), Bobby Johnston (Dale Wexler)

## French Fried
- Diretto da: Jeremy Podeswa
- Scritto da: Jason Schafer

### Trama
Melanie è con Ted ed Emmett alla festa lesbica del Babylon, ma non si diverte perché sente la mancanza di Lindsay: i due la invitano a passare a trovarla per fare pace.
Melanie va a casa di Lindsay, ma ad aprirle la porta è un ragazzo francese di nome Guillaume che dice di vivere con lei e che sta badando a Gus: la donna pensa che si tratti di un domestico, ma poi viene a sapere che lui e Lindsay convivono come se fossero una vera e propria famiglia.
Lindsay spiega a Melanie e Brian che Guillaume è un suo amico gay che insegna francese all'università: i due hanno intenzione di contrarre un finto matrimonio in modo da fargli ottenere il permesso di soggiorno, mentre lei sarebbe in grado di pagare le spese della casa e del bambino.
Melanie e Brian cercano inutilmente di far riflettere Lindsay sull'errore che sta commettendo, ma quest'ultima si arrabbia perché loro due si sono alleati dopo tutti i suoi tentativi inutili di farli andare d'accordo.
A Michael non va giù che David non gli lasci mai pagare nulla: l'unica somma che versa al compagno è la quota mensile di 300 dollari per le spese della casa.
Michael passa in banca perché scopre di avere più soldi del dovuto nel proprio conto: il motivo è che alcuni assegni non sono mai stati riscossi, quelli di David. Il dottore gli spiega che non gli deve nulla perché le emozioni del loro rapporto valgono più del denaro.
Michael esige che David non paghi più per lui, anche se questo significa rinunciare a un viaggio di lusso a Parigi che il compagno aveva organizzato a sorpresa.
Ted fa riflettere Michael sul fatto che il suo falso orgoglio rischia di rovinare il rapporto con David, così la sera gli dice di accettare la sua proposta di andare in Francia.
Justin arriva a scuola felice perché ha intuito che Brian prova qualcosa per lui, essendo rimasto spiazzato quando il ragazzo gli ha detto di aver fatto domanda per molte università fuori dalla Pennsylvania.
In classe, mentre il signor Dixon sta facendo l'appello, Hobbs dice ad alta voce "finocchio" quando viene chiamato il cognome di Justin, il quale pretende delle scuse, ma il professore finge di non aver sentito, così il ragazzo lo ingiuria e viene sospeso.
Debbie esorta Justin a non smettere di lottare e gli suggerisce l'idea di fondare un gruppo gay, sostenendo che lui non è l'unico studente omosessuale della sua scuola.
Justin decide di andare oltre, creando un gruppo di studenti gay ed etero per favorire la comprensione reciproca: attraverso i preservativi donati da Brian, il ragazzo e Daphne racimolano una discreta quota di iscrizioni.
Il primo incontro dura però appena il tempo di cominciare perché il signor Dixon, venutone a conoscenza da una soffiata di Hobbs, sostiene che la loro sia una riunione non autorizzata e costringe tutti ad andarsene.
Justin incontra Hobbs a Liberty Avenue e racconta a tutti i presenti della volta in cui Hobbs si è lasciato masturbare da lui, anche se ha sempre avuto un atteggiamento omofobo: Brian lo ammira per il suo coraggio, avvertendolo però di essersi fatto un nuovo nemico.
- Guest star: Makyla Smith (Daphne Chanders), Noam Jenkins (Guillaume), Alec McClure (Christopher Mark Hobbs), Kevin Hicks (signor Dixon), Brian McQuinn (bancario)

## Solution
- Diretto da: Michael DeCarlo
- Scritto da: Jonathan Tolins

### Trama
Lindsay e Guillaume sono costretti ad anticipare i tempi del matrimonio perché lui ha ricevuto la lettera di espulsione: Brian cerca di ricordarle che il suo vero amore è Melanie, ma Lindsay è sicura che si tratti ormai di un capitolo chiuso della propria vita.
Lindsay non riesce a far smettere di piangere Gus, così telefona a Melanie che gli canta una canzone con cui spesso è riuscita a calmarlo.
Justin trova il suo armadietto bruciato con la scritta "froci morite" e gli altri studenti che lo scherniscono.
Jennifer e Justin chiedono un colloquio con il preside, ma costui non ha intenzione di concedere la costituzione del gruppo gay ed etero perché, secondo lui, andrebbe contro le convinzioni di molti genitori e comunque la questione non sarebbe sufficientemente importante.
Il viaggio a Parigi ha completamente cambiato Michael, il quale si atteggia a snob presuntuoso che frequenta l'alta società e non ha tempo per vedere i suoi vecchi amici.
Vic legge sul giornale che a casa di David si terrà una festa per una raccolta fondi della senatrice Diane Baxter, fiera sostenitrice dei diritti gay: i ragazzi danno per scontato che Michael li inviterà, ma lui non li reputa adatti per un contesto così formale.
Debbie propone di andarci ugualmente: il loro abbigliamento eccentrico e i modi non certo da etichetta smorzano l'atmosfera ovattata del party, ma la senatrice sembra stranamente gradire il clima un po' sopra le righe della serata.
Michael prende da parte sua madre e le riferisce che con il suo comportamento lo ha imbarazzato: Debbie, offesa, se ne va, dicendogli che questa volta è lei a vergognarsi di lui.
Mentre Brian si apparta con uno dei camerieri, Justin ha l'occasione di parlare con la senatrice dei suoi problemi a scuola.
Il giorno dopo Brian incontra Guillaume al supermercato, il quale gli spiega che, una volta sposato con Lindsay, ha intenzione di avviare le pratiche per adottare Gus e Brian dovrà uscire dalle loro vite per salvare le apparenze.
Non potendo denunciare Guillaume, poiché in quel caso anche Lindsay passerebbe dei guai, Brian prende in contropiede tutti con una decisione a sorpresa: si dichiara disposto a firmare il documento con cui cede la sua patria potestà a Melanie, ma solo se lei e Lindsay tornano insieme.
Le due donne si confidano di essersi sempre amate e a Guillaume non resta altro da fare che uscire di scena.
Debbie organizza una manifestazione di protesta davanti alla scuola di Justin: il preside vuole chiamare la polizia, ma arriva la senatrice Baxter che lo minaccia davanti alle telecamere di revocare i fondi alle scuole private se tutti gli studenti non saranno trattati allo stesso modo.
La sera sono tutti a festeggiare da Debbie, senatrice Baxter compresa: Michael si presenta in casa e chiede scusa alla madre e agli amici per come si è comportato.
Brian avvisa Justin di stare attento perché, anche se ha ottenuto una piccola vittoria, chi gli vuole male tornerà all'attacco.
- Guest star: Sherry Miller (Jennifer Taylor), Makyla Smith (Daphne Chanders), Jack Wetherall (Vic Grassi), Noam Jenkins (Guillaume), Barbara Gordon (senatrice Diane Baxter), John Bourgeois (dottor Perkins)

## Surprise Kill
- Diretto da: Russell Mulcahy
- Scritto da: Jason Schafer e Jonathan Tolins

### Trama
Durante una serata al Babylon, Michael rifiuta le avance di un bel ragazzo per restare fedele a David: Brian scopre però che il dottore non fa altrettanto, avendolo sorpreso in una sauna gay.
Tornato a casa dalla cena di lavoro che aveva usato come copertura, David, forse sentendosi in colpa per essere stato scoperto, fa l'amore con Michael tutta la notte.
Il giorno dopo Brian continua a tirare frecciatine a David, sperando che ciò lo induca a confessare, anche se mette in chiaro con lui che non ha intenzione di dire niente a Michael.
I sensi di colpa che attanagliano David lo costringono a dire la verità a Michael, il quale viene convinto dagli amici a vendicarsi andando a letto con il ragazzo del Babylon.
Michael però non riesce ad andare fino in fondo perché è innamorato di David e i due concordano di concedersi momenti di libertà, pur nel rispetto reciproco.
Ted viene abbordato nuovamente da Blake, ma non vuole parlarci ed Emmett lo scaccia abbastanza sgarbatamente: Ted lo trova poi riverso a terra in bagno, privo di sensi tra l'indifferenza generale.
Ted chiama i soccorsi e si trattiene in ospedale finché Blake non si riprende, anche se Emmett gli aveva suggerito di non farlo perché quando era lui a essersi sentito male lo aveva abbandonato.
Blake si risveglia, ma non ha dove andare perché lo hanno sfrattato e Ted lo ospita a casa sua: il ragazzo cucina per lui, in modo da saldare simbolicamente il suo debito.
Blake vorrebbe riprendere da dove si erano interrotti la prima sera: Ted, nonostante un po' di paura nel riassaporare quei momenti, riesce a lasciarsi andare.
Ted ha perso il portafoglio e, quando Blake torna a casa carico di regali, pensa che glielo abbia rubato lui e gli intima di andarsene: in realtà il portafoglio era scivolato fra i cuscini del divano di Emmett.
Justin viene ammesso alla Dartmouth, dove andrebbe a studiare economia come suo padre, ma è stato accettato anche dall'Istituto di Belle Arti di Pittsburgh: il ragazzo è intenzionato a scegliere questa seconda opzione per seguire il suo sogno di artista.
Justin scopre che sua madre ha contattato un immobiliarista per far valutare la casa perché sta divorziando dal marito: sentendosi il responsabile dell'imminente separazione dei genitori, il ragazzo è deciso ad andare alla Dartmouth e rifiuta il corredo da disegno che Lindsay e Melanie gli avevano regalato per l'Istituto di Belle Arti.
Debbie trova i disegni di Justin nell'immondizia e tenta inutilmente di farlo ragionare, ma è Brian che gli spiega come potrebbe pentirsi in futuro di non aver seguito le sue aspirazioni.
Justin stampa la lettera di ammissione alla Dartmouth, ma poi disegna sullo stesso foglio la giacca appesa alla porta: l'impulso dell'artista è troppo forte in lui.
- Guest star: Sherry Miller (Jennifer Taylor), Jack Wetherall (Vic Grassi), Dean Armstrong (Blake Wyzecki), Rogue Johnston (ragazzo del Babylon), Wendy Coles (immobiliarista)

## Good Grief
- Diretto da: David Wellington
- Scritto da: Garth Wingfield

### Trama
Ted trova Blake da Woody's e gli domanda scusa per la storia del portafoglio, dichiarandosi disponibile ad aiutarlo nel momento difficile che sta attraversando.
Blake bussa alla sua porta per chiedergli nuovamente ospitalità, assicurandogli che questa volta è veramente pulito: Emmett però continua a essere dubbioso circa il cambiamento di Blake, ma Ted non lo ascolta e lo accusa di essere geloso.
Emmett incontra Blake al Babylon e lo avverte che se spezzerà il cuore a Ted, vanificando la sua ostinata fiducia, dovrà vedersela con lui.
Blake non torna a casa, così Ted va a cercarlo e lo trova steso per terra a casa di amici: qui gli promette che farà di tutto per superare insieme a lui ogni difficoltà.
Daphne si è fidanzata con il compagno di scuola Glen Reeves, ma ha paura di sfigurare quando faranno l'amore perché è vergine e inesperta: la ragazza si rivolge a Justin, essendoci già passato, e gli chiede di iniziarla alla vita sessuale.
Justin non è sicuro di accettare, intimorito dalla possibilità che il sesso rovini la sua amicizia con Daphne, ma accetta purché questo non alteri lo stato delle cose tra loro.
Justin si preoccupa quando Daphne comincia a tempestarlo di bigliettini e telefonate, esattamente come se fossero una coppia: il ragazzo si confida con Lindsay e Melanie, le quali gli spiegano che per una donna la prima volta è molto importante, e che Daphne potrebbe essersi presa una cotta per Justin.
Justin prova a far ragionare Daphne, ma lei lo accusa di essere cambiato in peggio da quando frequenta Brian perché non riescono più a vedersi assiduamente come prima.
Mentre è a letto con due ragazzi, Brian riceve una telefonata che lo informa della morte di suo padre Jack: nonostante la tragica notizia, riprende come se nulla fosse.
Brian non manifesta la benché minima emozione per l'accaduto, sbrigando i preparativi per il funerale senza battere ciglio: sua madre Joanie lo autorizza a prendere un oggetto del padre come ricordo e Brian sceglie la sua palla da bowling.
Dopo la cerimonia funebre, Claire, la sorella di Brian, chiede ai presenti di raccontare qualche aneddoto su Jack: Michael ricorda quel giorno in cui aveva portato lui e Brian, allora quattordicenni, a giocare a bowling e che in quell'occasione aveva abbracciato Brian dopo uno strike.
Invece Brian rovina l'atmosfera, raccontando che quando suo padre seppe che la moglie era incinta le chiese di abortire: questo compromette i già deboli rapporti con la sua famiglia.
Tornato al loft, Brian spiega a Michael che il suo ricordo non è completamente esatto: è vero che aveva fatto strike, ma erano stati loro due ad abbracciarsi e suo padre aveva rimbrottato che sembravano due finocchi.
Brian chiede a Michael di fermarsi a dormire da lui, proponendogli di fare l'amore insieme come ha sempre voluto: Michael però rifiuta, perché non vuole approfittare di un momento di debolezza dell'amico.
Brian decide di giocare con Michael una partita di bowling in onore di Jack, al termine della quale si ferma in una strada deserta di Pittsburgh e lancia nel vuoto la palla del padre.
- Guest star: Dean Armstrong (Blake Wyzecki), Makyla Smith (Daphne Chanders), Lawrence Dane (Jack Kinney), Kirsten Kieferle (Claire Kinney), Lynne Deragon (Joanie Kinney), Tommy Brewster (Brian adolescente), Dane Wagner (Michael da adolescente), Adam Blake (Gleen Reeves), Charles Seixas (padre Bowler)

## The King of Babylon
- Diretto da: Russel Mulchay
- Scritto da: Jason Schafer e Jonathan Tolins

### Trama
Al Babylon c'è l'evento dell'anno: l'elezione del Re del Babylon, con premio di 100 dollari e un viaggio alle Bahamas.
I ragazzi prendono in giro Michael perché sicuramente non verrà, ironizzando sulla vita da pensionato che conduce con David: il dottore, venuto a sapere di queste voci dal compagno, decide di andare.
Vedendo uomini ritoccati che si spogliano nudi davanti al pubblico, David li giudica troppo superficiali perché non accettano che l'età passa per tutti: Brian gli rinfaccia che parla così solo perché non è più giovane e, per farsi bello davanti a lui, sembra volersi iscrivere al concorso.
In realtà, Brian ha iscritto David per metterlo in imbarazzo davanti a tutti: il dottore accetta la sfida e, superata qualche esitazione iniziale, riscuote grande successo.
Emmett incontra Brent, un ragazzo con cui ha un'immediata affinità. I due sono talmente presi da fare addirittura progetti a lungo termine; la bella favola però non dura perché, poco dopo, Brent confessa a Emmett di aver appena conosciuto un altro ragazzo "perfetto".
Ted continua ad aver paura che Blake possa ricascare nel tunnel della droga, anche perché i suoi amici non l'hanno ancora accettato nel gruppo: Blake non vuole essere l'oggetto della discordia tra loro, ma Ted lo rassicura dichiarandosi disposto anche ad andare contro il loro parere.
Per tutta la sera Blake viene infastidito dal suo vecchio spacciatore, il quale tentava di vendergli delle pasticche, che lui rifiuta perché ha realmente intenzione di cambiare vita.
Justin è triste perché Brian lo tratta come una ruota di scorta, da usare solo se con altri uomini va male: la conduttrice della serata, la drag queen Sheba, vede il ragazzo triste e lo convince a iscriversi allo spogliarello per far ingelosire il suo amato.
L'esibizione di Justin è molto apprezzata dal pubblico e a vincere il titolo di Re del Babylon, probabilmente grazie anche a qualche trucco di Sheba, è proprio lui: galvanizzato dallo scalpore che ha sollevato presso il pubblico, il giovane porta via addirittura un uomo a Brian.
Vic si trova nei bagni del centro commerciale, quando viene adescato da un uomo: costui è un poliziotto in incognito che lo arresta con l'accusa di atti osceni in luogo pubblico.
Debbie sveglia Melanie, avendo bisogno di un avvocato, e le due si presentano al comando, ma è stata fissata una cauzione di 5 000 dollari: Melanie si sorprende che sia così alta per un primo reato, e Debbie è costretta a rivelarle che Vic ha un mai rivelato precedente per possesso di droga.
Debbie preme sul sergente affinché Vic possa prendere le sue pillole, ma non ottiene nulla perché è vietato avere contati con chi è stato arrestato da poco.
Debbie si precipita al Babylon per chiedere aiuto ai ragazzi: Blake si rivolge allo spacciatore per avere i soldi della cauzione e finalmente si guadagna il rispetto del gruppo.
Il mattino dopo Justin si vanta con Brian di aver detto alla sua conquista di poterlo rincontrare solo nei suoi sogni, esattamente come aveva fatto con lui la loro prima volta.
- Guest star: Dean Armstrong (Blake Wyzecki), Jack Wetherall (Vic Grassi), Salvatore Migliore (Sheba), Dave Tomlinson (Brent), Peter Valdron (poliziotto in incognito), Roger McKeen (sergente)

## Running to Stand Still
- Diretto da: Michael DeCarlo
- Scritto da: Garth Wingfield

### Trama
Vic deve andare a processo per quanto accaduto nel centro commerciale, ma Debbie e Michael non ritengono che nel suo stato di salute sia in grado di affrontarlo: Melanie gli prospetta la possibilità di dichiararsi colpevole e cavarsela con una multa, anche se ciò implicherebbe un precedente sulla fedina penale.
Emmett racconta a Vic di un professore del suo paese d'origine che, ingiustamente accusato di aver molestato uno studente, decise di ritirarsi e vivere il resto della sua vita nella vergogna anziché combattere per ottenere giustizia.
In aula Vic non riconosce il verbale steso dal poliziotto che lo ha arrestato, avendo costui riportato molti dettagli non veri, e decide, tra lo stupore dei suoi cari, di dichiararsi non colpevole.
Melanie riesce a dimostrare al procuratore che negli anni lo stesso agente ha mistificato numerosi verbali di arresto di omosessuali: Vic viene così assolto con formula piena.
Blake non riesce a trovare lavoro perché non ha referenze e soprattutto per il suo passato da tossicodipendente: Ted riesce a farlo inserire nello studio di Melanie come lavoratore precario, avendo aiutato Vic con il denaro della cauzione.
Blake torna a casa felice dal primo giorno, ma Ted trova uno spinello nella tasca della giacca.
Brian viene nominato miglior pubblicitario dell'anno: Adam Lyons, colui che gli ha consegnato il premio, gli consiglia di candidarsi per un posto che si è liberato nella sua agenzia di New York, considerandolo troppo talentuoso per restare a Pittsburgh.
Brian è convinto di avere il lavoro assicurato, data la promessa di Lyons di raccomandarlo, e comincia a dire a tutti che parte: Justin non la prende benissimo, ma Brian gli chiede di dimenticarlo, perché sarà senz'altro in grado di cavarsela da solo.
Questo non basta a tranquillizzare il ragazzo: Michael lo rassicura, constatando che Brian preferirebbe essere il numero uno in una piccola città come Pittsburgh piuttosto che uno dei tanti a New York.
David è costretto a partire seduta stante per Portland perché il figlio si sta ribellando alla separazione di sua madre con l'attuale compagno.
Una volta tornato, David annuncia a Michael che ha intenzione di trasferirsi a Portland, ma non vuole rinunciare a lui e gli propone di trasferirsi nell'Oregon.
Lyons telefona a Brian per informarlo che non ha ottenuto il posto, poiché l'agenzia ha preferito promuore un interno: l'uomo decide di non dire niente a nessuno e anzi esorta Michael a partire con David.
Durante la cena per festeggiare la vittoria di Vic, Michael accetta la proposta di David davanti a un Brian palesemente irritato dai continui commenti inconsapevoli dei suoi amici sulla sua partenza per New York.
- Guest star: Dean Armstrong (Blake Wyzecki), Jack Wetherall (Vic Grassi), Stephanie Moore (Cynthia), Grant Nickalls (Adam Lyons), Katherine Trowell (giudice Elridge), Mark Burgess (procuratore)

## Full Circle
- Diretto da: Alex Chapple
- Scritto da: Ron Cowen e Daniel Lipman

### Trama
È il trentesimo compleanno di Brian e i suoi amici hanno deciso di organizzargli un finto funerale perché adesso è entrato ufficialmente nel regno dei "gay defunti": Brian non la prende molto bene e confessa che, non avendo ottenuto il posto a New York, non partirà.
Justin non vuole andare al ballo della scuola di fine anno, trovandolo una pagliacciata appositamente organizzata per gli etero, ma Debbie e Jennifer lo esortano a vivere quella che comunque è un'esperienza importante della sua vita: dopo il rifiuto di Brian di accompagnarlo, il ragazzo si rappacifica con Daphne e la invita ad andarci insieme.
Michael viene estromesso dai preparativi per il viaggio a Portland, avendo David deciso come al solito di farsi carico di tutto: questo non gli va giù perché sembra quasi che il compagno abbia fretta di partire.
Ted scopre che da qualche giorno Blake non si presenta al lavoro e Melanie lo avverte che i soci dello studio stanno pensando di licenziarlo: i suoi sospetti sono confermati quando il ragazzo si presenta a casa la sera totalmente sotto l'effetto di droga e lo costringe a fare l'amore per tutta la notte.
Emmett organizza una festa di addio a Michael in stile country nel loro appartamento: l'unico assente è Brian, il quale ha deciso di festeggiare il trentesimo compleanno da solo nel suo loft.
Durante il party Ted confessa a Blake di aver trovato lo spinello e lo pone di fronte a un ultimatum: se vuole continuare la loro relazione, si deve disintossicare.
Michael litiga con David perché lo vuole costringere a rinunciare a tutto quello che ha a Pittsburgh e passa da Brian per vedere come mai non è ancora arrivato: nel loft lo trova nel bel mezzo di un pericoloso gioco erotico, impiccato con una sciarpa bianca che aveva acquistato con Lindsay, e riesce a salvarlo prima che sia troppo tardi.
Il giorno dopo David annuncia a Michael di partire per Portland e gli lascia il suo biglietto aereo perché deve essere lui a decidere se seguirlo o meno.
Blake sembra aver accettato di farsi ricoverare in una clinica, ma successivamente Ted ed Emmett vengono a sapere che il ragazzo ha deciso di andarsene e ha chiesto di far avere a Ted il cd di opera che gli aveva regalato.
Brian si presenta al ballo di Justin e i due danzano insieme, davanti a un Chris Hobbs fuori di sé dall'ira per la provocazione: Brian lascia a Justin come regalo la sua sciarpa bianca.
Nel parcheggio della scuola, dopo essersi salutati, Brian sale sulla jeep e vede nello specchietto retrovisore Hobbs avvicinarsi alle spalle di Justin con una mazza da baseball: Brian non fa in tempo ad avvertirlo e Hobbs lo colpisce violentemente alla testa.
Michael ha deciso di raggiungere David a bordo dell'aereo, ma mentre sta per imbarcarsi riceve la telefonata di Brian. Nella corsia di attesa dell'ospedale, Michael tenta di consolare Brian, devastato e in lacrime.
Brian ricorda la sera in cui ha conosciuto Justin, quando loro tre correvano felici nello stesso corridoio di ospedale per la nascita di Gus.
- Guest star: Sherry Miller (Jennifer Taylor), Dean Armstrong (Blake Wyzecki), Makyla Smith (Daphne Chanders), Jack Wetherall (Vic Grassi), Alec McClure (Christopher Mark Hobbs)